# Humason (cràter)
Humason és un petit cràter d'impacte de la Lluna ubicat a l'Oceanus Procellarum. Es tracta d'un cràter en forma de copa amb una vora exterior que s'eleva lleugerament per sobre de l'entorn de la mar lunar. A l'oest apareix un sistema de lleugeres crestes denominades Dorsa Whiston orientades cap al sud en direcció als Montes Agricola.

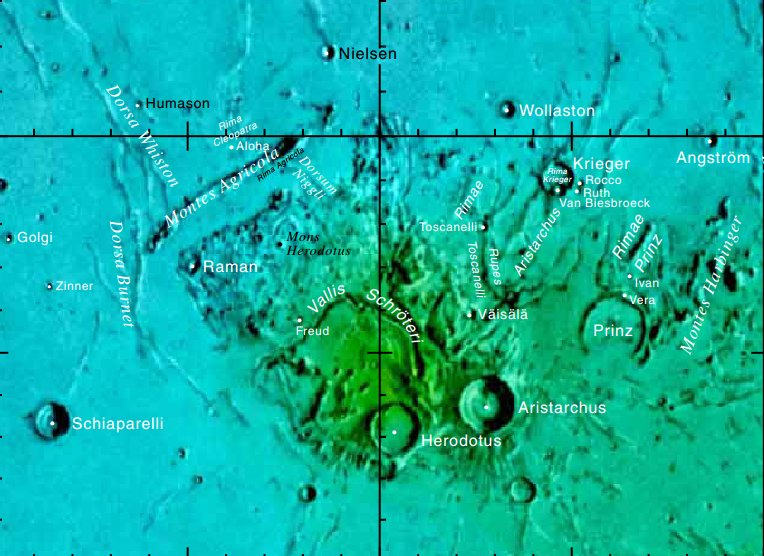
Localització de Humason (part superior esquerra de la imatge)

Aquest cràter va ser prèviament identificat com Lichtenberg G abans de ser reanomenat per la UAI. El cràter Lichtenberg es troba a més de 100 km cap a l'oest.